# Първата поличба
„Първата поличба“ (на английски: The First Omen) е американски свръхестествен филм на ужасите от 2024 г. на режисьора Аркаша Стивънсън, която е съсценаристка с Тим Смит и Кийт Томас, а сюжетът е на Бен Джейкъби. Във филма участват Нел Тайгър Фрий, Тауфик Бархум, Соня Брага, Ралф Инесън и Бил Най. Той е предистория на „Поличбата“ (1976) и е шестият филм от едноименната поредица. Премиерата на филма излиза по кината в Съединените щати от „Туентиът Сенчъри Студиос“ на 5 април 2024 г. и получава позитивни отзиви от критиката. Печели повече от 53,3 млн. щатски долара в световен мащаб.